# Assamala Amoi
Assamala Amoi, née le 17 octobre 1960 à Paris, est une écrivaine ivoirienne originaire du sud de la Côte d'Ivoire,.

## Biographie
Assamala Amoi vit en France durant ses premières années. En 1966, elle rentre en Côte d'Ivoire avec ses parents. Elle y effectue sa scolarité et ses études du primaire au supérieur[réf. nécessaire].
Elle obtient une maitrise en littérature britannique puis un diplôme d'études approfondies (DEA) à l'Université d'Abidjan. Elle étudie à l'Institut de l'Université de Londres à Paris et décroche un certificat de compétence en traduction du français et de l'anglais.
Passionnée de lecture, Assamala Amoi écrit depuis son adolescence. Son premier ouvrage est un recueil de nouvelles intitulé Impasse publié en 1987 aux éditions Centre d'édition et de diffusion africaines (CEDA).
Dans les années 1990, Assamala Amoi est professeure d'anglais à Abidjan. Plus tard, elle travaille dans le département communication au sein de diverses agences de l'Organisation des Nations Unies telles que le Fonds des Nations Unies pour la population, le Bureau Régional pour l'Afrique du Programme de Gestion Urbaine (un des programmes du PNUD), l'OMS au Congo-Brazzaville,.

### Nouvelles
- 1987 : Impasse, Abidjan, Centre d'édition et de diffusion africaines (CEDA).

### Poésie
- 2004 : Poèmes de la rive du fleuve, Brazzaville, Editions Lemba[2].
- 2005 : Murmures de saisons, Brazzaville : chez l'auteur[2].

### Romans
- 1997 : Appelez-moi, Abidjan, CEDA[2].
- 2005 : Le deuil des émeraudes, Paris, La Bruyère Editions[2].
- 2010 : Comme on tire sur l'oiseau qui chante, Paris, Editions Publibook[2].
- 2010 : Avion par terre, Paris, Editions Anibwé.
- 2020 : S'il fait beau demain, Editions Eburnie[5].

### Littérature pour la jeunesse
- 1994 : Pourquoi les plantes ne se déplacent pas, Ville La Salle : Editions Hurtubise, illustration de Mohamed Danawi[2].
- 1998 : La colère du roi des plantes, Abidjan, Les Nouvelles éditions ivoiriennes (NEI)[2].
- 2000 : La carapace perdue, Edicef.
- 2006 : Coucou le moineau, Dakar, BLD Editions, illustration de Lamine Dieme[2].
- 2006 : Dem Dikk, Dakar, BLD Editions, illustration de Cheick Bâ[2].
- 2006 : Vivi le vent, Dakar, BLD Editions, illustration de Marie Ange Dosseh[2].
- 2006 : Dab Dab le caneton, Dakar, BLD Editions, illustration de Marie Ange Dosseh[2].
- 2010 : Comme on tire sur l'oiseau qui chante, Publibook.
- 2012 : Le chasseur et la princesse, Edicef.
- 2013 : Un Monstre dans la ville, Treichville : Editions Eburnie[6].